# Ресту, Жан II
Жан Ресту́, Рету́, в литературе называемый Второй либо Младший (фр. Jean Restout, Jean II Restout, Jean Restout le jeune; 26 марта 1692, Руан — 1 января 1768, Париж) — французский живописец академического направления. Член большой семьи потомственных французских художников. Ученик отца Жана Ресту Первого и своего дяди Жана-Батиста Жувене.

## Биография
Ресту был выходцем из французской провинции Нормандия, уроженцем города Руана, сыном и учеником живописца Жана Ресту Первого, или Старшего и Мари Мадлен Жувене, также художницы, сестры и ученицы живописца Жана-Батиста Жувене.
Кроме Жана в семье было ещё пятеро детей: два брата и три сестры. Когда умерла его мать, ему было всего шесть лет, а когда в 1702 году умер отец, ему было всего десять лет. Поэтому двое его братьев, будущие художники Жак и Эсташ, вернули его в семейный дом в Сеане и позаботились об образовании десятилетнего Ресту. В 1707 году, после того как его дядя Эсташ познакомил Жана Ресту с Ж. Жувене, тот поступил учеником в мастерскую Жувене в Париже. Там он помогал своему дяде в завершении его последних заказов. Кроме того, Жувене отдал Ресту многие из своих рисунков, некоторые из которых Ресту использовал для своих будущих картин.

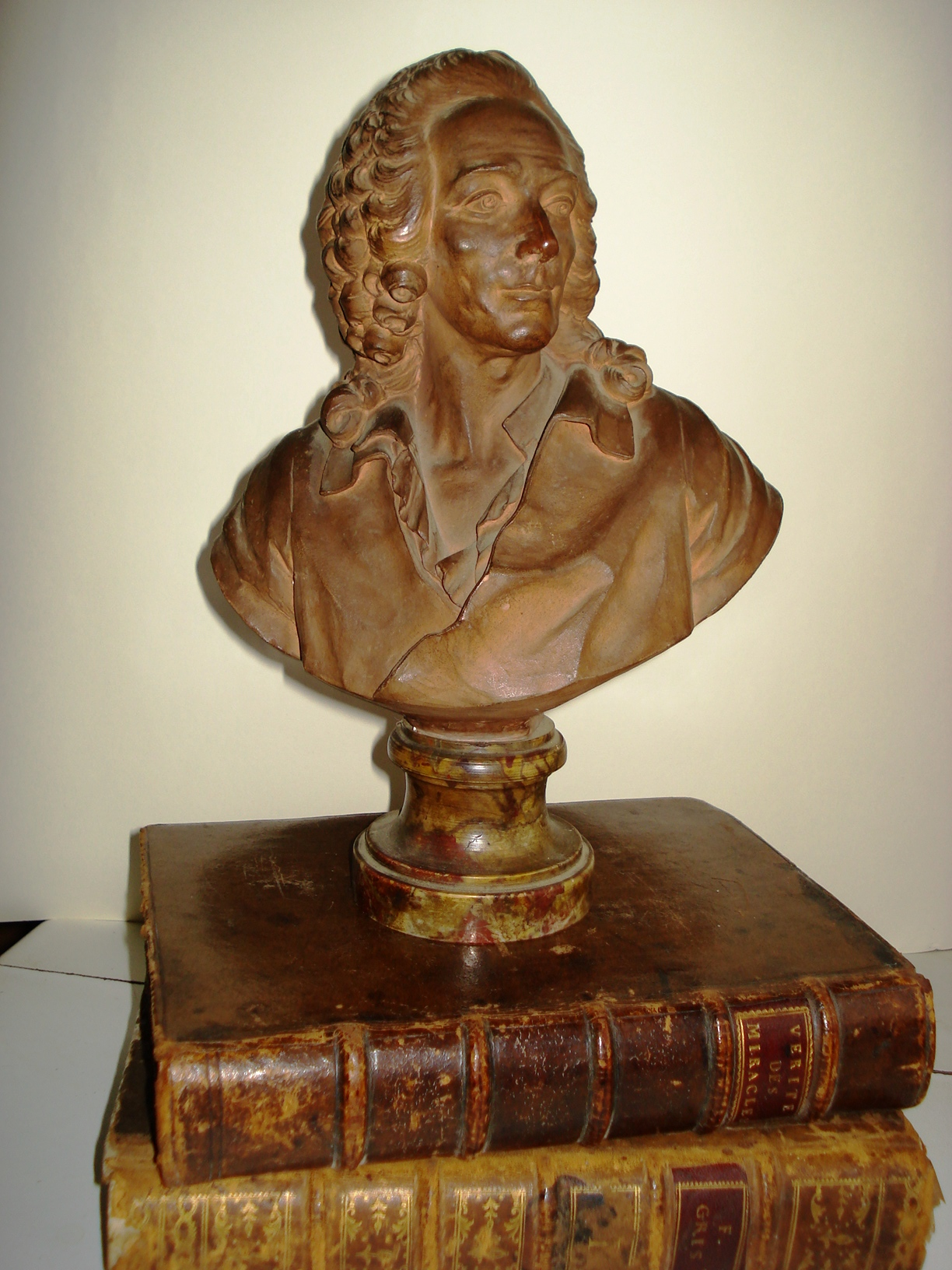
Жан-Жак Каффиери. Бюст Жана Ресту. 1765. Терракота

29 мая 1717 года Ресту был принят в качестве ассоциированного члена в Королевскую академию живописи и скульптуры после представления им картины «Венера, заказывающая оружие у Вулкана для Энея». Очевидно, он подготовил дополнительную работу для Академии под названием «Венера, вручающая оружие Энею». Обе картины, возможно, были написаны в преддверии конкурса на Римскую премию того же года.
Ресту не удалось получить Римскую премию, поэтому он не поехал в Рим, а остался в Париже. Его репутация как религиозного живописца началась в 1730 году, когда он получил двойной заказ от бенедиктинского аббатства Бургейль близ Шинона на картины, «Экстаз святого Бенедикта» и «Смерть святой Схоластики».
В 1729 году Ресту женился на Мари-Анн Алле (1704—1784), дочери художника Академии Клода-Ги Алле. В 1732 году она родила их единственного сына, Жана-Бернара Ресту. Он, как и его отец, имел успешную, хотя и довольно традиционную, академическую карьеру живописца: выиграл Римскую премию в 1758 году, был принят в Академию в 1769 году и регулярно выставлял свои картины в Парижском салоне.
Жан Ресту успешно делал карьеру в Королевской академии живописи и скульптуры. Он последовательно занимал все академические должности, став членом Академии в 1720 году, ассоциированным профессором в 1730, полным профессором в 1734 году, помощником ректора в 1746 году, ректором в 1752 году и директором в 1761. В 1748 году он также был назначен членом академий в Руане и Кане.
С 1730 года Ресту имел собственную мастерскую в Лувре. Он скончался в Луврском дворце 1 января 1768 года. Среди его учеников были Бернхард Роде, Жан-Батист Франсуа Десориа и Морис Кантен де Латур.

## Оценки творчества
Жан Ресту Второй вошёл в историю французского искусства как один из последних приверженцев первой волны французского неоклассицизма в его «академической редакции». Но ему пришлось работать в эпоху господства иной эстетики — стиля рококо. Его поздний академический неоклассицизм казался в то время ретроградным, а его алтарные картины, такие как «Смерть святой Схоластики» — изолированным достижением, которое противоречило вкусам его современников.
Помимо картин исторического и религиозного жанров, Ресту много работал как художник-декоратор, выполняя росписи дворцов и особняков, создавал картоны для шпалер. Он занимался украшением залов Отеля Субиз в Париже, принадлежавшего герцогским семьям Роган-Субиз.
Ресту является автором иллюстраций к книге Луи-Базиля Карре де Монжерона «Истина чудес М. Франсуа Парижского» (La vérité des miracles de M. François de Pâris), опубликованной в 1737 году.
Он также работал для прусской королевской семьи Фридриха Великого. Многие картины Ресту были воспроизведены в гравюрах, а скульптор-современник Жан-Жак Каффиери создал бюст художника.
Картины Жана Ресту II до сих пор пользуются известностью во Франции. Один из многочисленных залов Лувра (в рамках единой нумерации, принятой в 2018 году, зал № 924) посвящён преимущественно работам Жана Ресту.

## Галерея

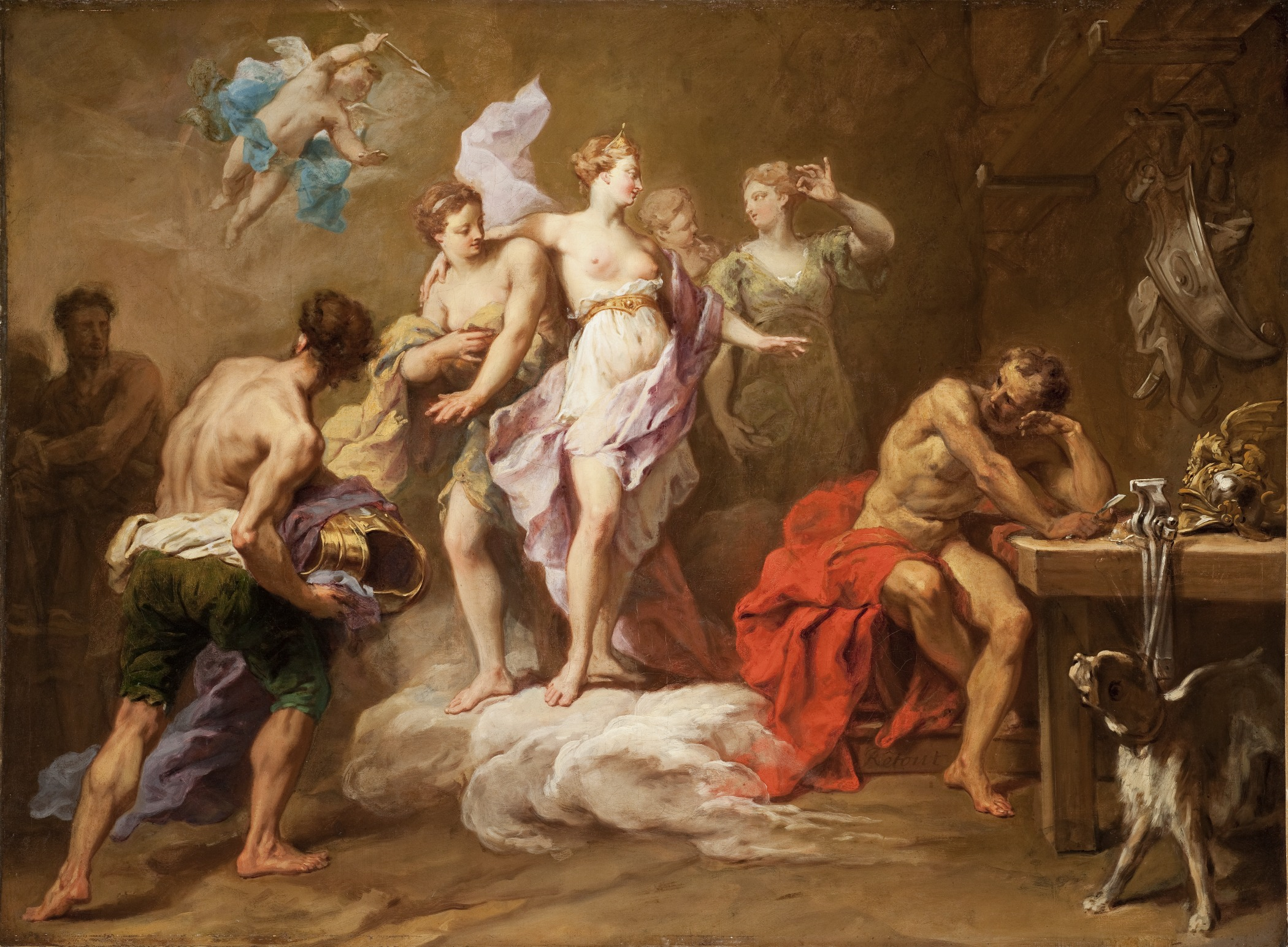
Венера, заказывающая оружие у Вулкана для Энея. 1717. Холст, масло. Музей искусств округа Лос-Анджелес, США
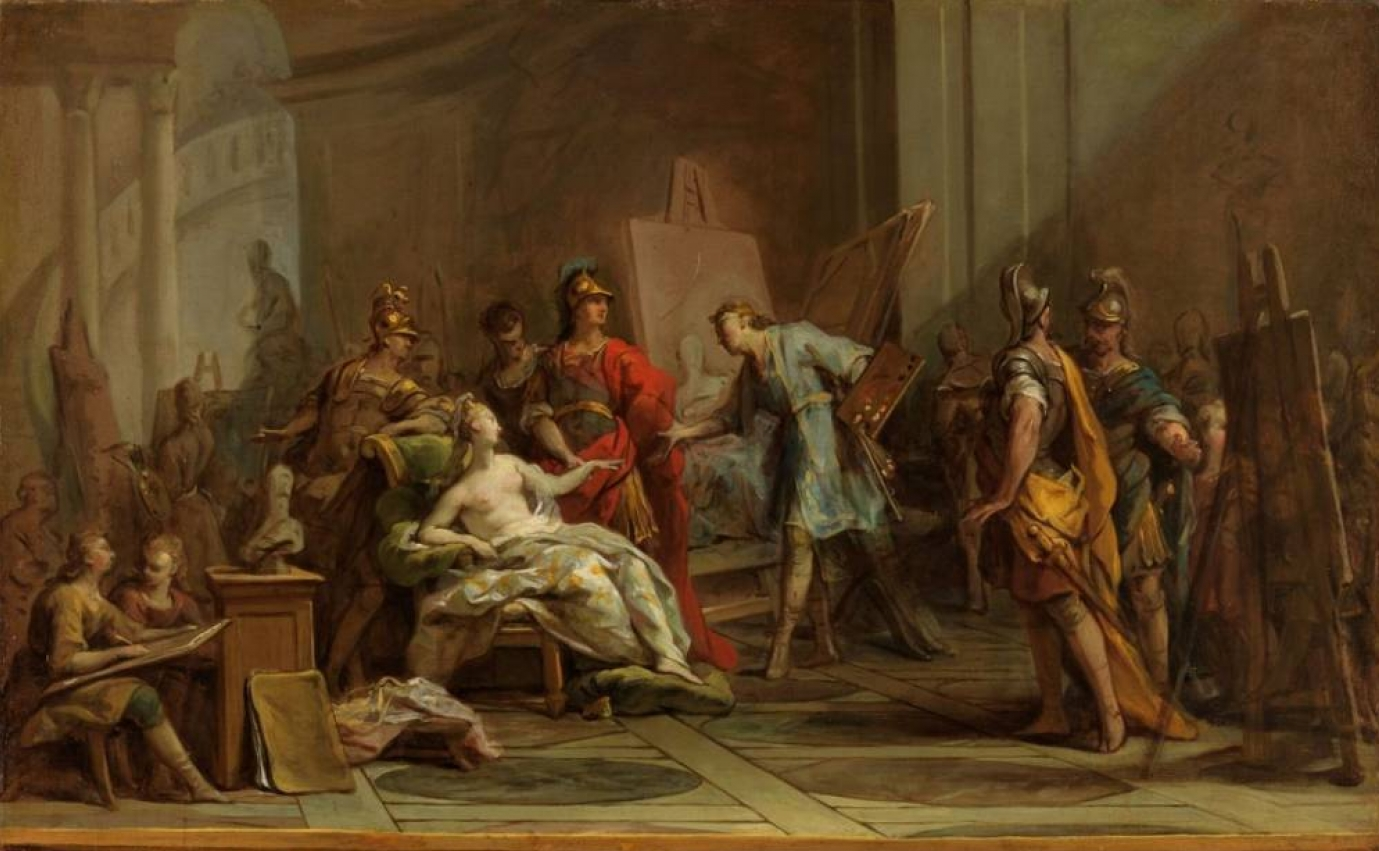
Александр отдает свою любовницу Кампаспу Апеллесу. 1739. Кунстхалле, Карлсруэ
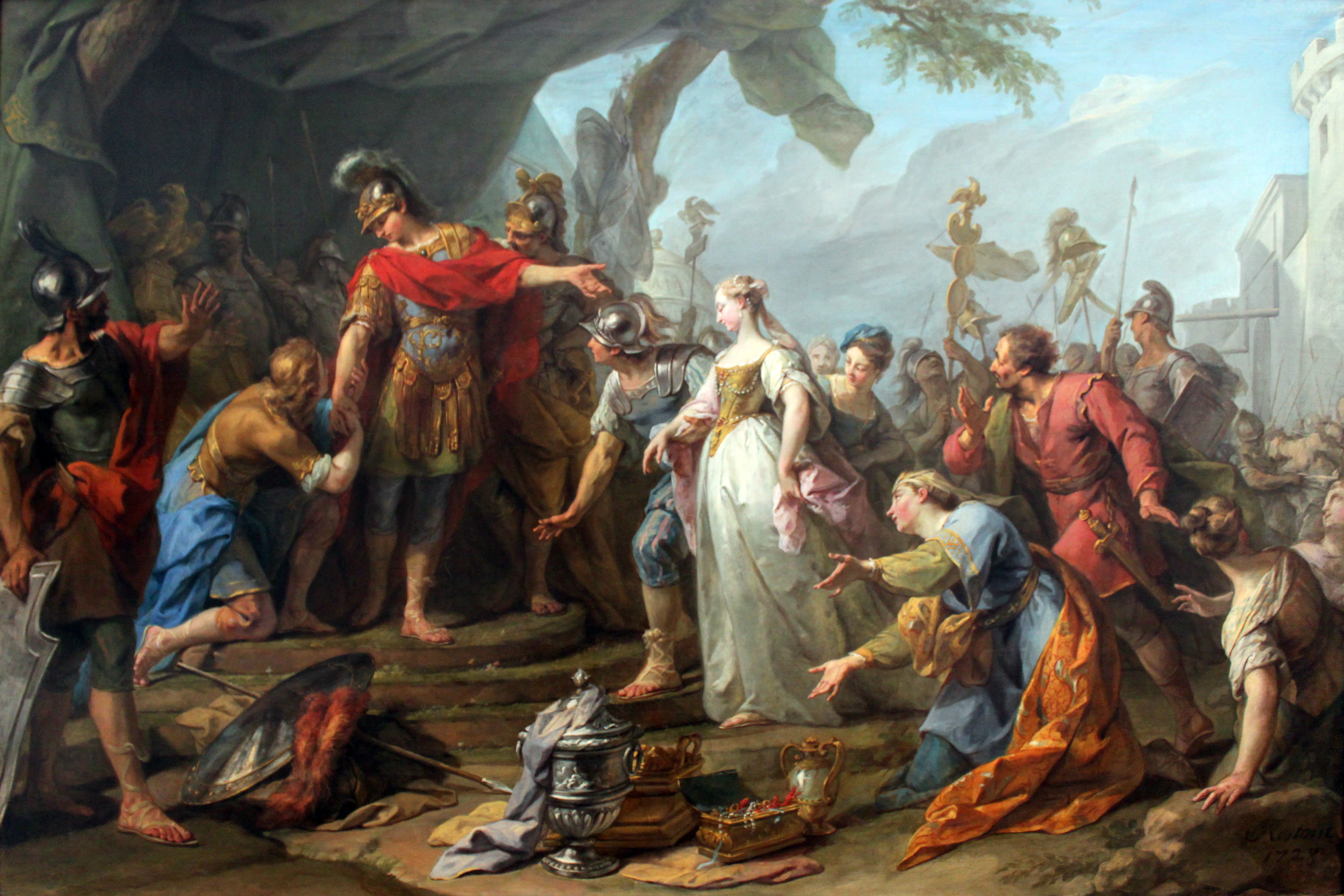
Великодушие Сципиона. 1728. Холст, масло. Берлинская картинная галерея
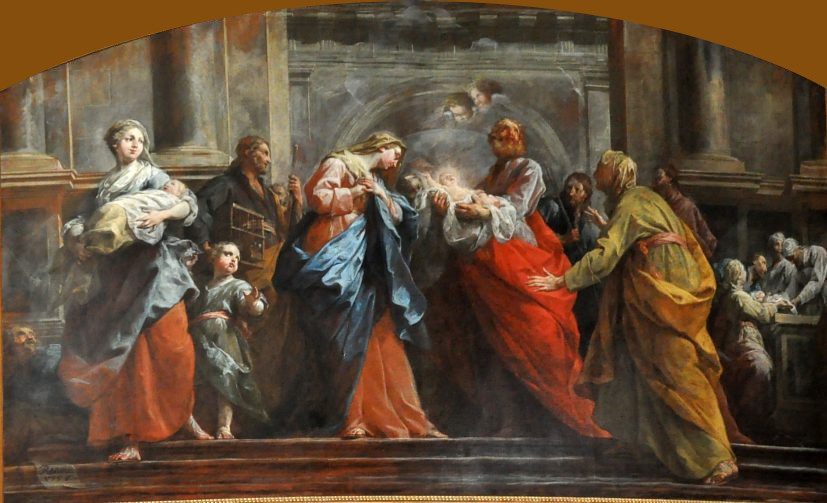
Принесение младенца Иисуса в Иерусалимский храм. 1759. Холст, масло. Церковь Святого Роха, Париж
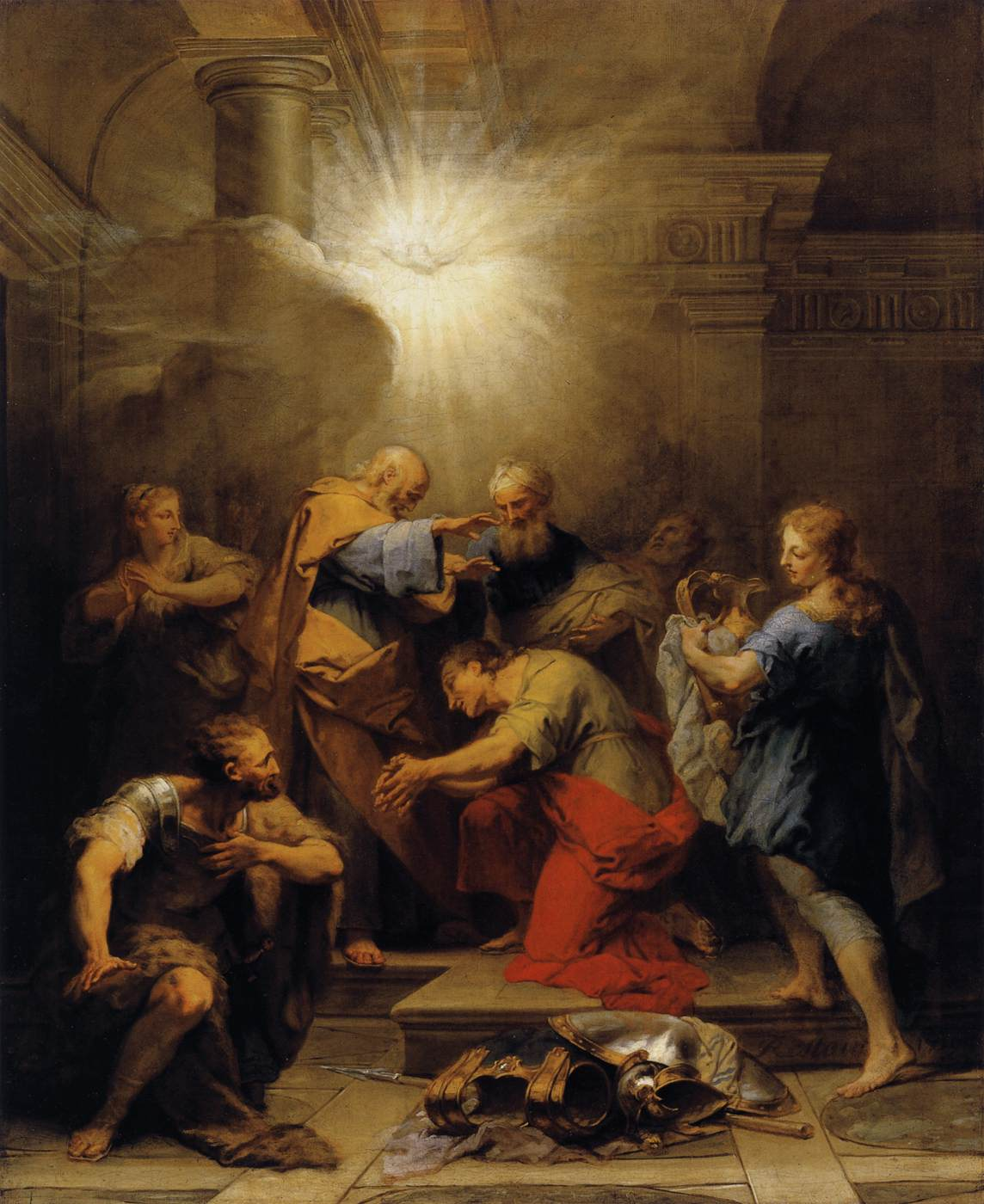
Анания возвращает зрение апостолу Павлу. 1719. Холст, масло. Лувр, Париж
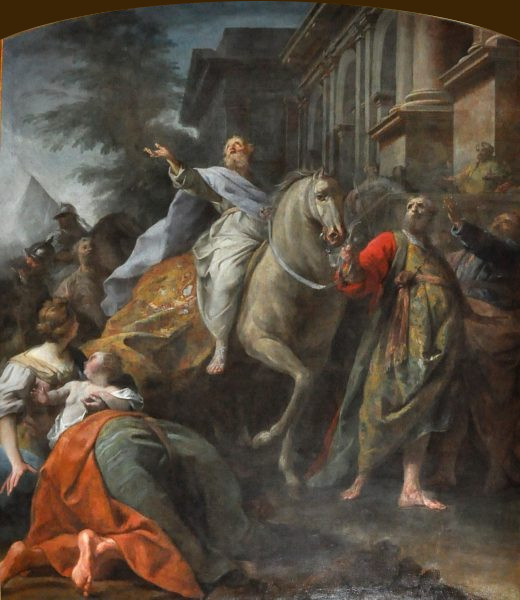
Триумф Мардохея. 1759. Холст, масло. Церковь Святого Роха, Париж
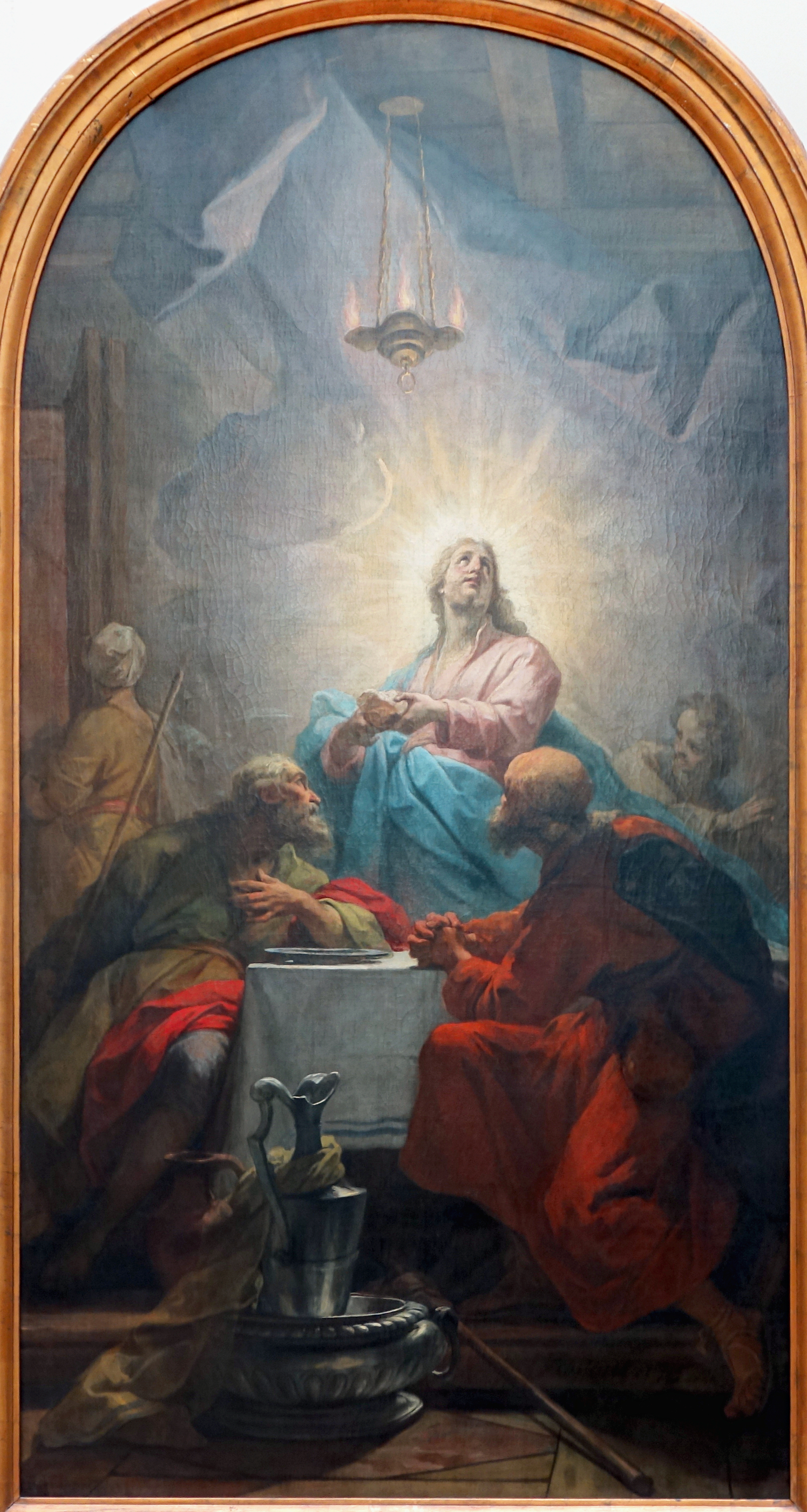
Путешествие в Эммаус. 1735. Холст, масло. Дворец изящных искусств, Лилль
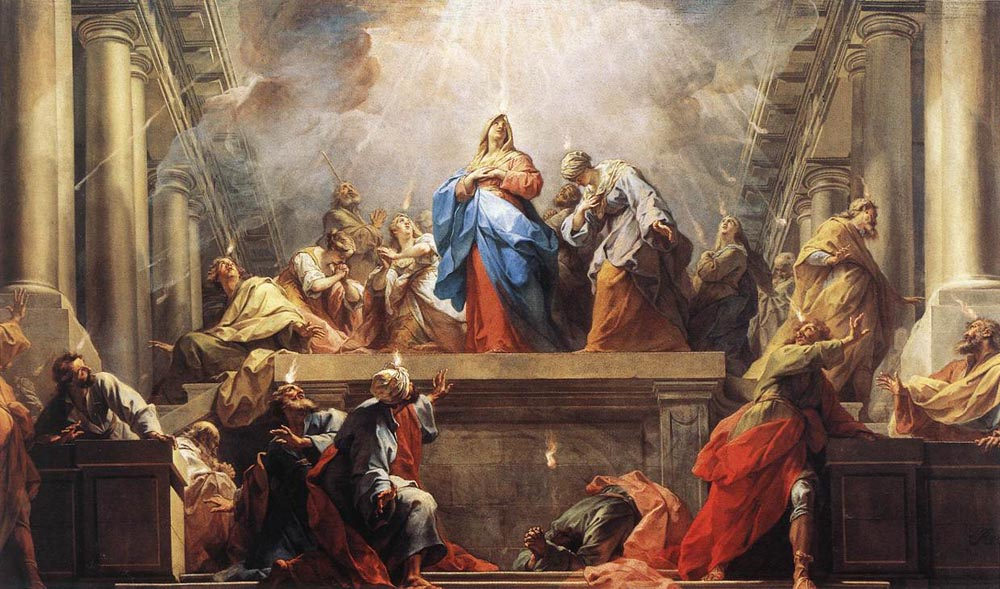
Сошествие Святого Духа на апостолов. 1732. Холст, масло. Art Renewal Center, США
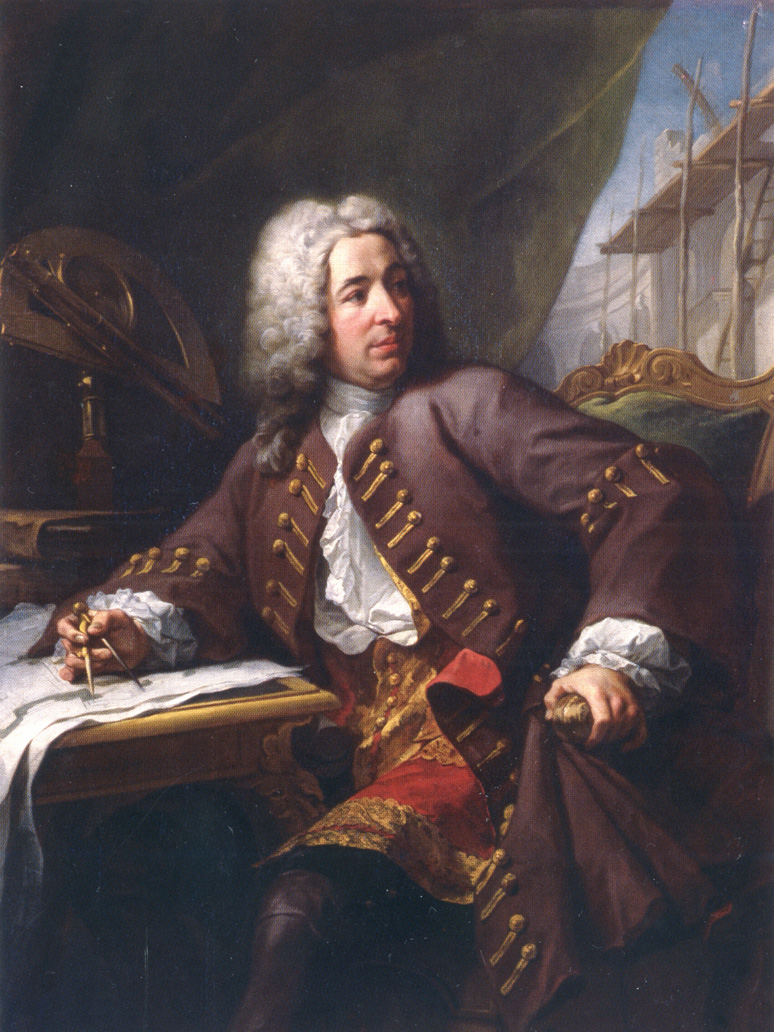
Портрет архитектора Жермена Бофрана. Музей изящных искусств, Нанси
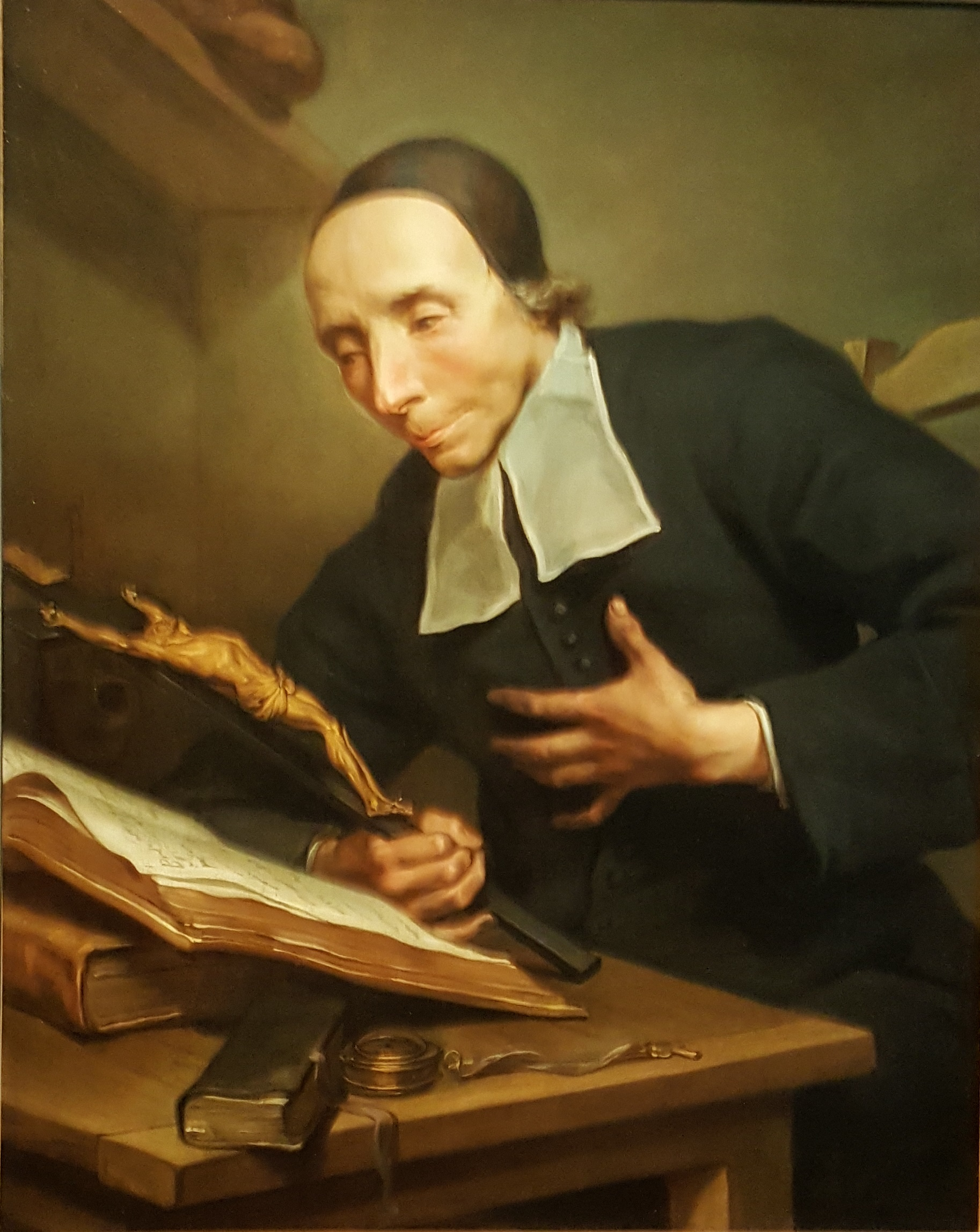
Портрет аббата Турнуса. Ок. 1734. Холст, масло. Музей Карнавале, Париж
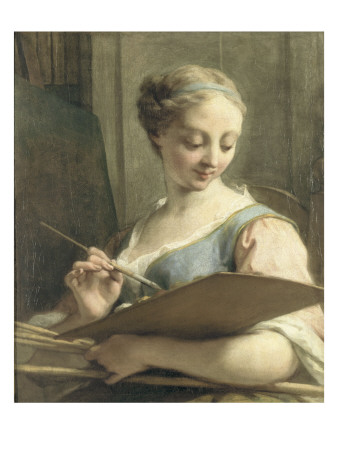
Аллегория живописи.